# Биканер (округ)
Бикане́р (англ. Bikaner) — округ в индийском штате Раджастхан. Расположен в пустыне Тар. Образован в 1949 году. Разделён на четыре подокруга: Биканер, Чуру, Шриганганагар и Ханумангарх. Административный центр округа — город Биканер. Согласно всеиндийской переписи 2001 года, население округа составляло 1 902 000 человек. Перепись 2011 года (15 индийская перепись) показала, что количество населения достигло 2 367 745 человек и штат имеет темпы прироста с 2001 по 2011 годы 41,42%. Уровень грамотности взрослого населения составлял 57,54 %, что ниже среднеиндийского уровня (59,5 %), в 2011 году уровень грамотности возрос до 65,92%.
С 1950 года Амаланандой Гхошем, служащим Археологической службы Индии, были начаты археологические раскопки в районе Биканер вдоль высохшего русла древней реки Сарасвати и на 15 участках были найдены древности, аналогичные найденным в Хараппе и Мохенджо-Даро.

## География
На севере находится округ Ганганагар, округ Ханумангарх — на северо-востоке, Чуру на востоке, округ Нагаур — на юго-востоке, Джодхпур на юге, Джайсалмер на юго-западе и провинция Пенджаб на северо-западе. Самый длинный канал Индии, канал Индиры Ганди протекает через округ с северо-востока на юго-запад.

## Административное деление
Биканер делится на 8 административных единиц — техсилов: Биканер, Ноха (Nokha), Лункарансар (Lunkaransar), Каджувала (Khajuwala), Шри Дангаргар (Sri Dungargarh), Колаят (Kolayat), Чаттаргар (Chhattargarh) и Пугал (Pugal). В Колаяте и Лункарансаре расположены также два субтехсила. В округе находится 1498 деревень и 290 сельских панчаятов. Помимо основного административного центра в Биканере, существует также шесть муниципальных советов.

## Климат
| Показатель                    | Янв. | Фев. | Март | Апр. | Май  | Июнь | Июль  | Авг. | Сен. | Окт. | Нояб. | Дек. | Год   |
| ----------------------------- | ---- | ---- | ---- | ---- | ---- | ---- | ----- | ---- | ---- | ---- | ----- | ---- | ----- |
| Средний суточный максимум, °C | 23,0 | 25,5 | 31,8 | 38,2 | 41,7 | 41,6 | 37,8  | 36,6 | 36,7 | 36,2 | 30,7  | 25,3 | 33,8  |
| Средняя температура, °C       | 14,3 | 17,1 | 23,4 | 30,2 | 34,3 | 35,2 | 32,8  | 31,7 | 30,7 | 27,7 | 21,5  | 16,1 | 26,6  |
| Средний суточный минимум, °C  | 5,6  | 8,8  | 15,0 | 22,1 | 26,8 | 28,8 | 27,7  | 26,8 | 24,7 | 19,1 | 12,1  | 6,9  | 18,7  |
| Норма осадков, мм             | 5,0  | 7,0  | 10,0 | 7,0  | 31,0 | 46,0 | 106,0 | 71,0 | 34,0 | 4,0  | 3,0   | 1,0  | 325,0 |
| Источник:                     |      |      |      |      |      |      |       |      |      |      |       |      |       |

## Достопримечательности
Храм Карни Мата или храм Крыс, расположен в 32 км от города Биканера, в городе Дешнок, на севере штата Раджастан. Храм известен благодаря тому, что там проживает около 25 000 крыс, которые почитаются местным населением. Особой честью считается есть вместе с крысами из одной миски.